# 自我矛盾的性取向
自我矛盾的性取向（英語：Ego-dystonic sexual orientation）是一種自我矛盾的精神障礙，其特徵在於一個人具有與理想化自我形像不一致的性取向或性別認同，引起焦慮並且渴望改變自身的性取向或者使自身的性取向變得更加自在的願望。它描述的不是天生的性取向本身，而是人們希望擁有的性取向與實際擁有的性取向之間的衝突。

## 診斷
當世界衛生組織取消同性戀診斷作為國際疾病與相關健康問題統計分類（ICD-10）中的精神障礙時，其中包括在「與性發育和性取向相關的心理和行為障礙（英語：Psychological and behavioural disorders associated with sexual development and orientation）」下列出的自我矛盾的性取向的診斷。世界衛生組織的國際疾病與相關健康問題統計分類（ICD-10）之自我矛盾的性取向的診斷乃是：
性別認同或性取向（異性戀，同性戀，雙性戀或戀童癖）是沒有問題的，但由於相關的心理和行為障礙，與個人希望的而有所不同，並且可能會尋求治療以改變它。(F66.1)
世界衛生組織指出，根據F66的規定：「性取向本身不應被視為一種疾病。」但是患者有時仍被診斷為患有此問題。這往往是社會不友善和殘忍的態度或性行為與宗教信仰體系之間衝突的結果。